# Åsna
Åsna (Equus africanus asinus) är den domesticerade formen av afrikansk vildåsna (Equus africanus). Djuret började domesticeras för omkring 5 000–6 000 år sedan, förmodligen i Egypten och Mesopotamien. Därifrån har den introducerats till många delar av världen och fyller än idag en viktig roll som arbetsdjur, speciellt i utvecklingsländer. Åsnan uppträder i en mycket stor mängd varianter och kan även korsas med häst.

## Taxonomi
Traditionellt användes det vetenskapliga namnet Equus asinus asinus för åsna, baserat på principen om äldsta publicerade namn. 2003 bestämde International Commission on Zoological Nomenclature (ICZN) att utifrån indikationerna att den domesticerade arten är en underart till afrikansk vildåsna, så borde den vilda artens vetenskapliga namn ha företräde, även om den arten beskrevs senare än den domesticerade underarten. Därför är åsnans vetenskapliga namn idag Equus africanus asinus, när den bedöms som underart, och Equus asinus när den bedöms som art.

## Utseende
Åsnor varierar kraftigt i storlek beroende på variant och skötsel. Mankhöjden varierar från cirka 80 till 160 cm och vikten från 80 till 480 kg. Arbetsåsnor i fattiga länder har en förväntad livslängd på 12–15 år, men i mer välmående miljöer kan den leva i 30 till 50 år.
Åsnan har kort och (i regel) stående man. Endast svansens nedre del är försedd med längre hår. Öronen är mycket längre än hos hästar. Färgen är oftast grå med ett svart streck längs ryggen, (även kallad ål), och ett annat tvärs över skuldrorna, ett så kallat skulderkors.

## Ekologi
Ett åsnesto är dräktigt i 12 månader till skillnad från hästens 11 månader. Åsnestoet får ett föl om året. Om ett åsnesto korsas med en hästhingst blir avkomman en mulåsna och om man korsar ett häststo med en åsnehingst blir avkomman en mula. Hybrider mellan olika arter är allt som oftast sterila vilket gäller för mulor och mulåsnor. Korsningar mellan åsna och zebra förekommer och kallas för zonkey.

## Åsnan och människan

### Domesticering
Åsnan har varit domesticerad ungefär lika länge som hästen i Afrika varifrån den införts till Europa. I Egypten har man funnit bilder äldre än 3000 f.Kr på åsnor som både bär last och körs av människor. Tamåsnan tros främst härstamma från de två underarterna av afrikansk vildåsna, nubisk vildåsna (Equus africanus africanus) och somalisk vildåsna (Equus africanus somalicus). Den nubiska vildåsnan lever i östra Sudan - Röda havet. I Sudan och Eritrea är den nästan utrotad, men i delar av Sahara förekommer den fortfarande. Somaliska vildåsna lever i Somalia och Etiopien. Eftersom åsnan är känsligare för kyla än hästen, fick den inte någon större användning i norra Europa. Åsnan utmärks av uthållighet och anspråkslöshet med avseende på födan. Den kan uppnå betydligt högre ålder än hästen. Det finns exempel på åsnor som varit i bruk i 55 år. Åsnor används på samma sätt som ponnyer till ridning och körning. En åsna utvecklas långsamt och brukar inte köras in förrän den fyllt tre år och ridas in först vid 4 års ålder.

### Åsnan i kulturen
Åsnan är ett av de viktigaste husdjuren, och har skildrats i många olika litterära sammanhang. Den representerar både positiva egenskaper som flit och anspråkslöshet, och negativa egenskaper som envishet och dumhet. Åsnan är också maskot för demokratiska partiet i USA. Åsnor förekommer ofta i religiösa motiv, som Jesu födelse och intåget i Jerusalem, samt Bileams åsna som omtalas i Bibeln.
Exempel på åsnor i litteratur, film, berättelser och dylikt är I-or i Nalle Puh, den lilla Åsnan i Bamse som ställer upp i travlopp mot tävlingshästar, åsnan i reklamen för Karlsons klister, Åsnan i Shrek-trilogin, och åsnan i berättelsen om Stadsmusikanterna från Bremen av Bröderna Grimm.
Juan Ramón Jiménez kanske mest älskade bok är Platero y yo (1917), på svenska uppdelad i två volymer, Silver och jag (1956) och Samtal med Silver (1958). Boken innehåller prosalyriska betraktelser riktade till åsnan Silver.
Ett av de mest kända fallen med en åsna i litteraturen är i berättelserna om Don Quijote där hans vapendragare Sancho Panza rider på en åsna.
En åsnas höga, skärande läte kallas åsneskri.

### Åsnan i Sverige
I Sverige finns 400-500 åsnor idag. På 1960-talet importerades ett antal från Italien, Spanien och Irland. De flesta är mindre än 120 cm i mankhöjd, men de senaste åren har även större åsnor importerats. Den franska åsnerasen Poitou har importerats och finns numer spridd i Sverige. De vanligaste färgerna på svenska åsnor är grå, brun, vit och svartbrun, men även skäck förekommer. Ett gammalt svenskt ord för åsna är boricka.